# Ulak Pandan (Nasal)
Ulak Pandan is een bestuurslaag in het regentschap Kaur van de provincie Bengkulu, Indonesië. Ulak Pandan telt 966 inwoners (volkstelling 2010).